# 711. pehotna divizija (Wehrmacht)
711. pehotna divizija (izvirno nemško 711. Infanterie-Division; kratica 711ID) je bila pehotna divizija Heera v času druge svetovne vojne.

## Zgodovina
Divizija je bila ustanovljena 5. maja 1941 kot nepremična divizija 15. vala. 
Sodelovala je v bitki za Normandijo, nato pa je bila premeščena na vzhodno fronto. Od aprila 1945 naprej je delovala v moči bojne skupine.

## Vojna služba
| Datum          | Delovanje       | Korpus               | Armada                  | Armadna skupina         | Področje      |
| maj 1941       | v ustanavljanju |                      |                         |                         |               |
| junij 1941     |                 | 42. armadni korpus   | 15. armada              | Armadna skupina D       | Atlantski zid |
| julij 1941     |                 | za posebne namene    | 15. armada              | Armadna skupina D       | Atlantski zid |
| januar 1942    |                 | 60. armadni korpus   | 15. armada              | Armadna skupina D       | Atlantski zid |
| junij 1942     |                 | 86. armadni korpus   | 15. armada              | Armadna skupina D       | Atlantski zid |
| maj 1944       |                 | 86. armadni korpus   | 15. armada              | Armadna skupina B       | Normandija    |
| julij 1944     |                 | 86. armadni korpus   | Tankovska skupina Zahod | Armadna skupina B       | Normandija    |
| avgust 1944    |                 | 86. armadni korpus   | 5. tankovska armada     | Armadna skupina B       | Nizozemska    |
| september 1944 |                 | 86. armadni korpus   | 15. armada              | Armadna skupina B       | Nizozemska    |
| december 1944  |                 | 88. armadni korpus   | 15. armada              | Armadna skupina H       | Madžarska     |
| februar 1945   |                 | 1. konjeniški korpus | 6. armada               | Armadna skupina Jug     | Madžarska     |
| april 1945     |                 | 72. armadni korpus   | 8. armada               | Armadna skupina Jug     | Esztergom     |
| maj 1945       |                 | 24. armadni korpus   | 1. tankovska armada     | Armadna skupina Sredina | Moravska      |

## Organizacija
1941
- 731. pehotni polk
- 744. pehotni polk
- 651. artilerijski bataljon
- 711. divizijske enote

1945
- 731. grenadirski polk
- 744. grenadirski polk
- 763. grenadirski polk
- 1711. divizijski fusilirski bataljon
- 1711. artilerijski polk
- 711. inženirski bataljon
- 711. divizijske enote

## Pripadniki
Divizijski poveljniki
| 1. | Generalmajor Dietrich von Reinersdorff-Paczensky und Tenczin |  | (1. maj 1941 – 1. april 1942)     |
| 2. | Generalmajor Wilhelm Haverkamp                               |  | (1. april 1942 – 15. julij 1942)  |
| 3. | Generalporočnik Friedrich-Wilhelm Deutsch                    |  | (15. julij 1942 – 15. marec 1942) |
| 4. | Generalporočnik Josef Reichert                               |  | (15. marec 1943 – maj 1945)       |